# Suzanne Harmes
Suzanne Helena Johanna Harmes (Zoetermeer, 10 de janeiro de 1986) é uma ginasta holandesa que compete em provas de ginástica artística.
Em 2002, em Patras, no Campeonato Europeu de Ginástica, ela ganhou a medalha de prata por equipes junto com ginastas como:
Gabriella Wammes, Renske Endel, Monique Nuijten e Verona van de Leur. Um ano mais tarde, ela se tornou, campeã nacional pela primeira vez. Suzanne representou a Holanda durante os Jogos Olímpicos de 2004, onde terminou com a 42ª posição no Individual Geral. No Campeonato Mundial de 2005, ela terminou com o bronze no solo, atrás das americanas Alicia Sacramone e Nastia Liukin.
Retirou-se do Campeonato Mundial de 2006, por conta de sua gravidez. Harmes tornou-se mãe pela primeira vez, dando à luz Lugano. Voltou ao esporte em junho de 2008, onde classificou-se para as Jogos Olímpicos de Verão de 2008 competindo mais uma vez no solo, mas acabou não indo para as finais.